# Oslo fængsel
Oslo fængsel (norsk: Oslo fengsel, indtil 2001: Oslo kretsfengsel) er et lukket fængsel i Norges hovedstad, Oslo.
Fængslet er det største fængsel i Norge, med en kapacitet på omkring 350 fanger.

## Afdelinger
Fængslet har flere afdelinger:
- Afdeling A er det tidligere Botsfengselet i Grønlandsleiret 41, populært kaldet "botsen".
- Afdeling B er et tidligere bryggeri beliggende i Åkebergveien 11, populært kaldet "Bayer'n". De fleste indsatte, der forbliver her er varetægtsfængslet.
- Afdeling C, kaldet "Stifinnern", befinder sig der det tidligere fængselssygehuset lå, og er en særlig afdeling for indsatte med misbrugsproblemer.